# Politolana impressa
Politolana impressa is een pissebed uit de familie Cirolanidae. De wetenschappelijke naam van de soort is voor het eerst geldig gepubliceerd in 1883 door Harger.